# Заглавица (Дрвар)
Заглавица је насељено мјесто у Босни и Херцеговини у општини Дрвар које административно припада Федерацији Босне и Херцеговине. Према попису становништва из 1991. у насељу је живјело 162 становника.

## Становништво
|             | 2013.       | 1991.        | 1981.        | 1971.        |
| Укупно      | 23 (100,0%) | 161 (100,0%) | 219 (100,0%) | 294 (100,0%) |
| Срби        | 23 (100,0%) | 161 (100,0%) | 215 (98,17%) | 293 (99,66%) |
| Југословени | –           | –            | 4 (1,826%)   | –            |
| Остали      | –           | –            | –            | 1 (0,340%)   |